# Tutti i miei ricordi
Tutti i miei ricordi è un singolo del cantautore italiano Marco Mengoni, pubblicato il 16 settembre 2022 come secondo estratto dal settimo album in studio Materia (Pelle).

## Video musicale
Il video, diretto da Roberto Ortu, è stato pubblicato il 28 settembre 2022 attraverso il canale YouTube del cantante.

## Tracce
Testi e musiche di Marco Mengoni, Alessandro La Cava, Roberto Casalino e Dardust.
1. Tutti i miei ricordi – 3:24

## Classifiche
| Classifica (2022) | Posizione massima |
| ----------------- | ----------------- |
| Italia            | 72                |